# Луиза-Ипполита (княгиня Монако)
Луиза-Ипполита (фр. Louise-Hippolyte; 10 ноября 1697 — 29 декабря 1731) — правящая княгиня Монако с февраля 1731 года. Дочь Антуана I и его жены Марии Лотарингской.

## Биография
В 1715 году брат Антуана I, священник Франсуа-Оноре, отказался от прав на княжеский титул. Так как Антуан не имел законнорожденных сыновей, наследницей стала старшая дочь Луиза-Ипполита. 
Для сохранения княжеского титула в семье Гримальди Антуан склонял дочь к браку со своим двоюродным братом, сеньором Антиба. Однако дочь выбрала себе в мужья бретонского дворянина Жака-Франсуа де Гойон-Матийона. Антуан  с позволения Людовика XIV решил, что его будущий зять должен взять фамилию Гримальди и впоследствии править Монако совместно с ней. В этом браке Луиза-Ипполита родила пятерых сыновей: Антуан-Шарль, Оноре, Шарль, Франсуа-Шарль, Шарль-Морис, и четырёх дочерей. 

## Правление
После смерти своего отца 20 февраля 1731 года Луиза Ипполит отправилась без семьи из Парижа в Монако и получила восторженный прием от населения по прибытии 4 апреля. Несмотря на то, что она должна была править совместно с мужем, народ не стал приветствовать француза в качестве соправителя Монако и предпочел бы Луизу Ипполиту в качестве своей единоличной правительницы . Луиза-Ипполита воспользовалась этим и сама принесла присягу правительницы Монако до прибытия Жака, провозгласив себя единоличной княгиней, и заявила, что ни один изданный указ или закон не будет иметь юридической силы без ее подписи . Считается, что она сделала это, чтобы защитить права себя и своего сына от амбиций мужа. Когда Жак присоединился к ней некоторое время спустя, прием был гораздо холоднее . Оказавшись без власти, он вскоре вернулся во Францию. Принцесса Луиза-Ипполита правила Монако семь месяцев. Несмотря на её короткое правление, она имела высокую популярность в народе .
В конце 1731 года Луиза Ипполит умерла от оспы. После ее смерти к власти в Монако пришел её муж Жак, а её сын Оноре был несовершеннолетним. 